# Kleine Barneveldse Beek
De Kleine Barneveldse Beek is een beek die door Barneveld stroomt. De Kleine Barneveldse Beek stroomt langs het landgoed de Schaffelaar. In Barneveld ligt de Kleine Barneveldse Beek gedeeltelijk onder de grond. Hij begint aan de oostkant van de kom van Barneveld. De Kleine Barneveldse Beek stroomt even voorbij de Kallenbroekerweg, ten zuiden van de landgoederen Het Paradijs en Erica-Zuid  in de Barneveldse Beek.